# Tepetzala, Veracruz
Tepetzala är en ort i Mexiko.   Den ligger i kommunen Tehuipango och delstaten Veracruz, i den sydöstra delen av landet, 240 km öster om huvudstaden Mexico City. Tepetzala ligger 2 391 meter över havet och antalet invånare är 102.
Terrängen runt Tepetzala är kuperad. Runt Tepetzala är det ganska tätbefolkat, med 134 invånare per kvadratkilometer. Närmaste större samhälle är Zongolica, 19,7 km nordost om Tepetzala. Omgivningarna runt Tepetzala är en mosaik av jordbruksmark och naturlig växtlighet.